# Apatania olympica
Apatania olympica är en nattsländeart som beskrevs av Malicky 1982. Apatania olympica ingår i släktet Apatania och familjen Apataniidae. Inga underarter finns listade i Catalogue of Life.